# Star Conflict
Star Conflict — компьютерная многопользовательская онлайн-игра в жанре action по космической тематике. Разработчиком этой игры является российская студия Targem Games, издателем стала компания Gaijin Entertainment. Игра находилась в стадии открытого бета-тестирования с 24 июля 2012 года. Доступна в сервисе Steam с 27 февраля 2013 года. Релиз состоялся 4 сентября 2014 года (версия 1.0).
Основу игры составляют сессионные PvP-сражения космических кораблей и PvE (Co-op) миссии. Начиная с версии 1.0 «Invasion»(Вторжение) в игре появился режим Открытого мира.
Игра использует бизнес-модель free-to-play.

## Фракции
Империя
Политика этой фракции направлена на экспансию, расширение границ власти Императора. Корабли отличаются высокой бронёй, но меньшей базовой скоростью и малыми щитами. Располагают перехватчиками разведки, кораблями РЭБ (радио-электронной борьбы), командными и ударными штурмовиками, инженерными и дальнобойными фрегатами. Они оснащены лучшей в своей области наступательной и оборонительной техникой, разработанной научным корпусом фракции.
Федерация
Представители Федерации — исследователи и торговцы, представляют собой Альянс свободных миров. Они не подчиняются никому, заплатив за свою свободу веками кровопролитных войн с Империей. Корабли Федерации развивают самую высокую скорость и манёвренность, однако имеют слабую броню и щиты. В своём распоряжении имеют перехватчики разведки и диверсии, ударные и заградительные штурмовики, инженерные и фрегаты прикрытия.
Иерихон
Иерихон сделал ставку на технологический путь развития, который очень быстро приобрёл характер религии. С раннего детства представители этой фракции начинают модифицировать свои тела, а в зрелом возрасте мало кто из них сохраняет полностью человеческий облик. В кораблях Иерихон делает ставку на мощнейшие щиты и орудия, однако броня их кораблей оставляет желать лучшего. Фракция располагает кораблями РЭБ, перехватчиками диверсии, командными и заградительными штурмовиками, а также дальнобойными и фрегатами прикрытия.
Корпорация «Эллидиум»
Корпорация «Эллидиум» одна из первых начала изучение технологий чужих — Кристаллидов. Учёные «Эллидиума» смогли сделать невероятное — объединить привычные органы управления с кристаллической основой корабля. Комфортная кабина с пилотом внутри соединена нервными окончаниями чужого с кристаллической основой. Игрок может построить такой корабль по своему вкусу, выбрав модули, прочность корпуса и силового щита и так далее.

## Режимы игры

### Открытый мир
Режим запущен как масштабное расширение под названием «Вторжение» 4 сентября 2014 года. Согласно сюжету, пришельцы Биоморфы (новая раса NPC) вторглись в сектора людей. Чтобы противостоять этой угрозе, фракции мобилизуют свободных наёмников (игроков).
Мир состоит из множества отдельных локаций, соединенных вратами для гиперпрыжков. В отличие от всех прочих режимов, здесь игрокам предоставляется почти полная свобода действий. Игроки могут атаковать любые корабли, в том числе корабли других игроков, находить или отбирать у других игроков ценные предметы, которые используются для производства (крафта), выполнять миссии и драться с пришельцами.
Космос населен NPC пиратами и пришельцами. В подконтрольных фракциям секторах летает полиция. Существуют скрытые сектора пришельцев, в которые можно попасть только через специальные врата. Для прыжков через гипер-врата требуется топливо, которое можно добыть из обломков уничтоженных кораблей как игроков так и NPC. В зависимости от того, на какую сторону встает игрок во время своих вылазок (стреляет в полицию и других игроков или же охотится на «плохих» пиратов и пришельцев), изменяется «карма» игрока.

### Миссии
Это кооперативный PvE режим, где игроки выполняют задачу, сражаясь против вражеских NPC и «боссов». В миссии участвует команда из 4-х игроков. Каждая миссия состоит из нескольких этапов. На каждом этапе могут действовать собственные «особые условия». Например, постоянное восстановление корпуса и щита всем кораблям, увеличение урона.
Особое место среди миссий занимает «Спецоперация». По сути это рейд против гигантского босса пришельцев «Осквернителя». В этой миссии может участвовать до 12 игроков.
| Миссия                   | Задача                                                                    | Допустимый ранг корабля | Особенности миссии                                         |
| ------------------------ | ------------------------------------------------------------------------- | ----------------------- | ---------------------------------------------------------- |
| Верфь «Блэквуд»          | Отразить нападение врага на верфь со строящимся на ней дредноутом         | 1 — 15                  | Миссия для начинающих                                      |
| Захваченный дредноут     | Сорвать ремонт повреждённого дредноута противника                         | 1 — 15                  |                                                            |
| Добывающая станция       | Совершить налёт на добывающую станцию, ограбить её и вывезти награбленное | 4 — 15                  | Ограниченное пространство для манёвра                      |
| Операция «Алая мгла»     | Совершить налёт на секретную станцию Иерихона                             | 4 — 15                  | На одном из этапов надо строить орудийные турели           |
| Налёт на базу «Эллидиум» | Забрать запасы иридиума у «Карателя».                                     | 4 — 15                  | На одном из этапов нужно уничтожить биоморфов              |
| Операция «Ледяной пояс»  | Сорвать строительство дредноута противника                                | 1-3, 10-15              |                                                            |
| Пиратский комплекс       | Совершить налёт на пиратскую базу                                         | 10 — 15                 | Сложная миссия, за которую выдаётся специальное достижение |
| Спецоперация             | Уничтожить «Осквернителя»                                                 | 7 — 15                  | Рейд-миссия, супер-босс Кристаллидов                       |

### Битва за сектор
Сражения между корпорациями на глобальной карте за контроль над секторами открытого мира.
Чтобы участвовать в битве за сектора, корпорация должна построить свой флагманский корабль — Дредноут. Строительство происходит в несколько этапов и требует большого количества дорогостоящих ресурсов. Члены корпораций могут сдавать собственные ресурсы в банк корпорации, чтобы ускорить строительство. Построив Дредноут и побеждая с его помощью своих оппонентов, корпорация зарабатывает очки влияния, которые используются для получения контроля над секторами. Владение секторами приносит корпорации доход.

### Свой бой
Пилоты могут создать бой с собственными настройками. Играть можно против NPC или других игроков, которых можно пригласить туда. Бои с пользовательскими настройками не приносят игрокам никакого дохода, поэтому используется для тренировок, проведения турниров и прочих событий.
К 9 рангу это будет очень важно для тех, кто играет в боях с корпорацией Командными штурмовиками. Это позволит изучить карту и проработать план для отступления, или же напротив, идти в атаку

### Арена PvP
Арена PvP (Player vs Player, переводится как «игрок против игрока») В данном режиме вам предстоит сразиться с другими игроками в одном из 6 видов боев на разных локациях. Участвуют две команды игроков, максимальное количество игроков в команде — 10.При недостатке игроков в бою допускается присутствие ботов. Для боев с ботами на всех рангах есть отдельный режим Быстрый бой (CO-OP) (ещё называют ИИ).
В режиме PvP есть 5 стандартных режимов и один необычный игровой режим, меняющейся каждый день

## Системные требования

### Для PC
Минимальные:
- Операционная система: Windows XP 64-bit
- Процессор: 2.0 ГГц, Intel Pentium 4 / AMD Athlon II
- Оперативная память: 4 ГБ
- Видеокарта: 512 МБ, NVidia / AMD Radeon / Intel (HD 3000, HD 4000) с поддержкой Pixel Shader 3.0 (кроме AMD Radeon серии X1000)
- Место на жёстком диске: 6 ГБ свободного места

Рекомендуемые:
- Операционная система: Windows 7/8/10 64-bit
- Процессор: 2.3 ГГц, Intel Core 2 Duo / AMD
- Оперативная память: 4 ГБ
- Видеокарта: 1024 МБ, NVidia GeForce 650 / AMD Radeon HD 5750
- Место на жёстком диске: 6 ГБ свободного места

### Для Linux и SteamOS
Минимальные:
- Операционная система: Современные дистрибутивы Ubuntu 13.04 и старше, SteamOS, 64-bit
- Процессор: 2.0 ГГц, Intel Pentium 4 / AMD Athlon II
- Оперативная память: 4 ГБ
- Видеокарта: 512 МБ, NVidia / AMD Radeon / Intel (HD 3000, HD 4000) с поддержкой Pixel Shader 3.0 (кроме AMD Radeon серии X1000)
- Место на жёстком диске: 6 ГБ свободного места

Рекомендуемые:
- Операционная система: Ubuntu 14.04, SteamOS, 64-bit
- Процессор: 2.3 ГГц, Intel Core 2 Duo / AMD
- Оперативная память: 4 ГБ
- Видеокарта: 1024 МБ, NVidia GeForce 650 / AMD Radeon HD 5750
- Место на жёстком диске: 6 ГБ свободного места

### Для MAC
Минимальные:
- Операционная система: Snow Leopard
- Процессор: Intel с тактовой частотой 2,0 ГГц
- Оперативная память: 4 ГБ
- Видеокарта: 512 МБ, NVidia / AMD Radeon / Intel HD 3000, HD 4000
- Место на жёстком диске: 6 ГБ свободного места

Рекомендуемые:
- Операционная система: Mavericks
- Процессор: Intel с тактовой частотой 2,3 ГГц
- Оперативная память: 4 ГБ
- Видеокарта: 1024 МБ, NVidia GeForce 650 / AMD Radeon HD 5750
- Место на жёстком диске: 6 ГБ свободного места

## Отзывы и продажи
Летом 2018 года, благодаря уязвимости в защите Steam Web API, стало известно, что точное количество пользователей сервиса Steam, которые играли в игру хотя бы один раз, составляет 1 960 641 человек.